# Journal de la Société des américanistes
Pour les articles homonymes, voir JSA.
Le Journal de la Société des américanistes (fréquemment abrégé par ses initiales JSA) est une revue scientifique de renom international fondée en 1896 et édité par la Société des américanistes. Consacré aux sociétés et aux cultures amérindiennes envisagées dans la totalité de leur histoire, le JSA tient son originalité et sa richesse d’une ouverture disciplinaire qui fait se côtoyer dans ses pages préhistoire, archéologie, ethnohistoire, ethnologie, ethnolinguistique et, plus rarement, sociologie et anthropologie biologique. Un même esprit d’ouverture s’observe pour les langues admises par la revue : français, anglais, espagnol, portugais, outre les langues indiennes. Spécialisé, mais tournant le dos au cloisonnement des disciplines, le JSA a pour public les chercheurs en sciences sociales qui travaillent sur l’Amérique autochtone.
Le Journal de la Société des américanistes a choisi le portail de ressources électroniques en sciences humaines et sociales OpenEdition Journals pour mettre en ligne ses numéros postérieurs à l’année 2000, tout en conservant son édition papier. Les numéros sont intégralement disponibles en libre accès dès leur parution. Tous les numéros antérieurs (années 1895 à 2000) sont consultables en texte intégral sur Persée et sur Jstor.
La revue est hébergée au sein du pôle éditorial de la Maison des Sciences de l’homme Mondes (Maison Archéologie & Ethnologie René-Ginouvès avant 2020), sur le campus de l’université Paris-Nanterre.

## Historique
Héritière de La Revue Orientale et Américaine et des Archives de la Société Américaine de France (rebaptisées en 1893 Archives du Comité d’Archéologie américaine), le Journal de la Société des américanistes parait pour la première fois en 1896, sous l’égide de la société éponyme qui avait été fondée l’année précédente.
Depuis la fin du XIXe siècle, le Journal a publié, sans autre interruption que celles dues aux deux guerres mondiales, une somme irremplaçable de travaux français et étrangers, notamment dans les domaines de l’ethnologie et de l’archéologie. La revue peut par exemple s’enorgueillir d’avoir eu la primeur des résultats scientifiques du jeune Claude Lévi-Strauss,, ou encore d’avoir publié, dès 1968, les travaux de Pierre et Hélène Clastres,.
La revue a longtemps détenu un quasi-monopole de la diffusion des résultats de recherches sur les cultures autochtones des Amériques et, récemment encore, a été officiellement reconnue comme une des deux revues françaises d’anthropologie au plus fort impact scientifique international dans ce domaine.

## Politique éditoriale
Le Journal de la Société des américanistes a pour objet la diffusion d’études sur les sociétés américaines et leurs cultures. Sont publiés, dans un tome annuel qui peut comprendre plusieurs numéros, des articles d’ethnologie, d’histoire, de linguistique et d’archéologie. Tout travail soumis pour publication doit impérativement être inédit et ne pas être présenté simultanément à une autre revue, y compris dans une autre langue. 
Les auteurs sont invités à suivre les instructions et respecter les conventions en vigueur.
Le comité de rédaction décide de la publication des manuscrits proposés au Journal après les avoir soumis à au moins deux experts anonymes, qu’ils soient ou non membres du comité. En cas de forts écarts d’appréciation entre les deux rapports, un troisième expert est sollicité. Les articles acceptés par le comité sont vérifiés d’un point de vue éditorial et peuvent être renvoyés aux auteurs pour mise aux normes de la revue (références bibliographiques, illustrations, etc.). Ils sont ensuite révisés par la rédaction de la revue et préparés pour les différents supports de diffusion (papier et en ligne).
Sur un plan juridique, les auteurs ont la responsabilité d’obtenir l’autorisation écrite de reproduire des figures, des tableaux ou d’autres données, notamment celles protégées par un copyright. L’origine des figures, tableaux, etc. doit être indiquée en légende. Le Journal n’offre aux auteurs ni rétribution ni services tels que saisie de texte, traduction, photocopie, dessin, montage de planches, etc.

## Anciens membres célèbres
- Henry Vignaud (1830-1922), membre à partir de 1895, président de la Société des américanistes le 1er décembre 1908
- Nils Erland Nordenskiöld (1877-1932)
- Franz Boas (1858-1942)
- Paul Rivet (1876-1958)
- Alfred Métraux (1902-1963)
- Raoul d’Harcourt (1879-1970)
- Pierre Clastres (1934-1977)
- Jacques Soustelle (1912-1990), président d'honneur de la Société des américanistes de 1987 à 1990
- Thierry Saignes (1946-1992)
- Guy Stresser-Péan (1913-2009)
- Claude Lévi-Strauss (1908-2009)